# Substitutionsaxiomet
Substitutionsaxiomet är egentligen ett axiomschema i mängdteorin Zermelo-Fraenkel (ZFC) och är den del av de mängdteoretiska axiomen. Axiomet gör det möjligt att använda funktioner vid bildande av mängder. Ett axiomschema är en oändlig mängd axiom, i det här fallet ett för varje funktion.
Axiomet säger i kort att om det sker en bijektiv avbildning på en mängd så är även den avbildningen en mängd.

## Axiomet
Axiomet säger att för en existerande mängd a så kan en ny mängd b bildas genom att använda en relation A(x,y), där y är en funktion av x. Denna funktion måste vara bijektiv, dvs för alla x finns det exakt ett y så att A(x,y) är sann.
Alltså, för en godtycklig mängd v och en godtycklig funktion f, som är definierad på alla mängder, är det möjligt att skapa en ny mängd som innehåller alla mängder som fås av funktionen f för alla element i v. Mer formellt uttryckt:
{\displaystyle \left[\forall x\exists !yA_{n}(x,y)\right]\rightarrow \forall u\exists v(B(u,v))}
{\displaystyle B(u,v)\Leftrightarrow \left[\forall r(r\in v\Leftrightarrow \exists s\left[s\in u\wedge A_{n}(s,r)\right])\right]}
I den första delen står det att, om {\displaystyle A_{n}} definierar {\displaystyle y} som en entydig funktion av {\displaystyle x} så existerar det för alla {\displaystyle u} ett {\displaystyle v} sådant att {\displaystyle B(u,v)} är sann. I det andra uttrycket sägs det att {\displaystyle B(u,v)} är ekvivalent med {\displaystyle r\in v} om och endast om det finns ett {\displaystyle s\in u} sådant att {\displaystyle A_{n}(s,r)} är sann. {\displaystyle v} är mängden som fås om funktionen {\displaystyle A_{n}} appliceras på {\displaystyle u}.

## Historik
Axiomet fanns inte med när Ernst Zermolo bildade sin mängdteori (Z) 1908 utan introducerades av Adolf Fraenkel 1922 och därmed bildades den mest använda mängdteorin ZF, eller ZFC med urvalsaxiomet. Thoralf Skolem gjorde samma upptäckt som Fraenkel något senare samma år, och det är faktiskt Solems version som används idag. 
Substitustionsaxiomet gjorde ZF till en mycket starkare teori än Z, bland annat så kan axiomet användas i samband med kardinaltal och ordinaltal till skillnad från Z.